# 세배
세배(歲拜, 문화어: 설인사)는 한국의 설날 아침, 차례를 지낸 다음 아랫사람이 윗사람에게 절하고 새해 인사를 하는 것을 말한다. 과거에 정월 초하룻날 윗사람에게 절을 하는 것이 현재까지 이어진 것이다. 세배가 끝나면 차례를 지낸 설 음식으로 아침 식사를 마친 다음, 일가 친척과 이웃 어른을 찾아가서 세배를 한다. 세배하는 순서나 위치, 동작 등에는 남녀의 구분이 있다. 세배할 때는 원칙적으로 한복을 입는다.

## 복장
대한민국 전통 복장인 한복을 입고 하지만 명절이기 때문에 설날에 한복을 입는 정도의 의미만 있을 뿐, 세배 자체에 복장 규정이 있는 것은 아니기 때문에 복장이 크게 제한되는 것은 아니다.

## 과거의 세배
근래에는 한 집에서 함께 차례를 지낸 어른들에게 세배를 하는 것이 일반적이지만, 과거에는 직접 친척의 집까지 찾아가 세배를 드리기도 했다. 이를 위해 3~40리를 걷는 일도 허다했다고 한다. 이렇게 먼 거리에 있는 친척에게 세배를 드리는 것을 위해 정월 당일이 아닌 정월 15일까지 세배를 드리면 된다는 관행도 있었다.